# Oenothera acutissima
Oenothera acutissima är en dunörtsväxtart som beskrevs av Warren Lambert Wagner. Oenothera acutissima ingår i släktet nattljussläktet, och familjen dunörtsväxter. Inga underarter finns listade i Catalogue of Life.